# Colin Anderson (cầu thủ bóng đá)
Colin Anderson (sinh ngày 26 tháng 4 năm 1962) là một cựu cầu thủ bóng đá người Anh, thường thi đấu bên cánh trái ở vị trí hậu vệ hoặc tiền vệ.